# Jack O'Halloran
Jack O'Halloran (Filadelfia, 8 aprile 1943) è un attore ed ex pugile statunitense.

## Biografia

### La carriera pugilistica
O'Halloran nacque a Philadelphia, in Pennsylvania. Conosciuto come "l'irlandese", combatté nella categoria dei pesi massimi dal 1966 al 1974, e rimase imbattuto per i suoi primi 16 incontri professionistici.
Durante la sua carriera, O'Halloran sconfisse i precedenti contendenti al titolo Cleveland Williams e Manuel Ramos. Sconfisse anche Danny McAlinden, medaglia di bronzo ai British Empire and Commonwealth Games del 1966 a Kingston e che più tardi divenne campione britannico dei pesi massimi. Fu sconfitto invece da George Foreman e Ken Norton, che sarebbero in seguito diventati campioni di pesi massimi.
Nel 1973 O'Halloran andò vicino ad ottenere un incontro contro Muhammad Ali, ma venne sconfitto da Jimmy Summerville e perse ogni speranza di potersi scontrare con il grande campione. Anche se in seguito arrivò a sconfiggere Summerville fino al K.O. in un incontro successivo, con solo tre altre vittorie e cinque sconfitte non tornò mai ad essere un avversario pericoloso nei pesi massimi.

### Il cinema
Dopo essersi ritirato nel 1974 con un record personale di 34-21-2 (17 vittorie al K.O.), O'Halloran cominciò una carriera come attore. Il suo primo ruolo fu quello dell'ex carcerato Moose Malloy nel film Marlowe, il poliziotto privato (1975), con Robert Mitchum nei panni dell'investigatore Philip Marlowe.

#### Superman
La sua carriera proseguì da questo primo passo fino all'ottenimento del ruolo che l'avrebbe reso famoso: Non, il pericoloso membro muto del trio di supercattivi kriptoniani relegati nella Zona fantasma da Jor-El (Marlon Brando) in Superman (1978), e inavvertitamente liberati dallo stesso Uomo d'acciaio (Christopher Reeve) in Superman II (1980).

#### Altri ruoli
O'Halloran lavorò inoltre con John Guillermin per la realizzazione del film King Kong (1976), dove interpretò la parte di Joe Perko, e in La retata (1987).
Nel 1988 recitò nel film Un eroe per il terrore, nei panni del maniaco criminale seriale Simon Moon ricercato da Chuck Norris.